# أمريكا المفتوحة 2004 (كرة مضرب)
قائمة بالأبطال في بطولة 2004 أمريكا المفتوحة:

## الكبار

### فردي رجال
روجيه فيدرير هزم  لايتون هيويت، 6-0, 7-6(7-3), 6-0

### فردي سيدات
سفتلانا كوزنتسوفا هزمت  إيلينا ديمنتييفا، 6-3, 7-5

### زوجي رجال
مارك نوليز و دانييل نيستور هزم  ليندر بايس و ديفيد ريك، 6-3, 6-3

### زوجي سيدات
فيرجينيا روانو باسكال و باولا سواريز هزم  سفيتلانا كوزنيتسوفا و إيلينا لايكوفوستيفا، 6-4, 7-5

### زوجي مختلط
فيرا زفوناريفا و بوب براين هزم  أليشيا موليك و تود وودبريدج، 6-3, 6-4

## الشباب

### فردي أولاد
أندي موراي هزم  سيرجي ستاكوفيسكي، 6-4, 6-2

### فردي بنات
ميكائيلا كراجيسيك هزم  جيسيكا كايركلاند، 6-1, 6-1

### زوجي أولاد
بريندان إيفانس و سكوت أودسيما

### زوجي بنات
مارينا إيراكوفيتش و ميكائيلا كراجيسيك